# Formarin See
Formarin See är en sjö i Österrike.   Den ligger i distriktet Bludenz och förbundslandet Vorarlberg, i den västra delen av landet, 500 km väster om huvudstaden Wien. Formarin See ligger 1 793 meter över havet. Arean är 0,17 kvadratkilometer.
Trakten runt Formarin See består i huvudsak av gräsmarker.